# باغ گیلاس
باغ گیلاس نام یک مجموعهٔ تلویزیونی ایرانی به کارگردانی و تهیه کنندگی مجید بهشتی است که در سال ۱۳۷۲ ساخته شد و در سال ۱۳۷۳ از شبکه ۱ سیمای جمهوری اسلامی ایران پخش گردید.
این سریال در زمان پخش خود، توانست توجه بسیاری از مخاطبان را به خود جلب کند. مهران مدیری در این سریال، نخستین نقش جدی‌اش را بازی کرد. این سریال در سال ۱۳۹۴ از شبکه آی فیلم بازپخش شد.

## خلاصه داستان
دو برادر به نامهای «محسن» (با بازی مهران مدیری) و «امیر» (با بازی عبدالرضا اکبری) وارثِ باغ پدرشان «حاج‌نایب» هستند؛ اما اختلاف سلیقهٔ آن‌ها بر سر چگونگی استفاده از این باغ، آن‌ها را رودرروی یکدیگر قرار می‌دهد. مادر (با بازی نیکو خردمند) و خواهر (با بازی فریبا متخصص) و برخی دوستان خانوادگی نیز وارد ماجرا می‌شوند. امیر که استاد دانشگاه است، مصمم به حفظ میراثِ سبز پدر است و محسن، در این فکر است تا با قطع درختان، در آنجا به ساختمان‌سازی بپردازد. امیر به گمان اینکه اگر محسن ازدواج کند، سربه‌راه خواهد شد؛ زمینهٔ ازدواج او را با دختر دایی‌اش «مریم» (با بازی سودابه مرادیان) فراهم می‌کند اما…

## فهرست بازیگران و عوامل تولید

### بازیگران و نقش‌ها
- جمشید مشایخی در نقش «آقای الیاسی»
- فخری خوروش در نقش «مرحمت»
- اسماعیل داورفر در نقش «آقای مظفری»
- نیکو خردمند در نقش «همسر حاج‌نایب»
- محبوبه مقبلی در نقش «عالیه»
- دانیال حکیمی در نقش «مسعود»
- پوراندخت مهیمن در نقش «شهلا»
- بیوک میرزایی در نقش «قدیر»
- مهری ودادیان در نقش «مادر قدیر»
- جلیل فرجاد در نقش «عزیز»
- عبدالرضا اکبری در نقش «امیر»
- مهران مدیری در نقش «محسن»
- فریبا متخصص در نقش «فریده»
- محمد ابهری در نقش «دکتر مهدوی»
- سودابه مرادیان در نقش «مریم»
- علی‌اکبر طوفان‌پناه در نقش «داود»
- شهلا مؤمنه در نقش «خواهر داود»
- هرمز سیرتی در نقش «دایی»
- حسین پیرهادی در نقش «جعفر»
- ارسلان امیرحسینی در نقش «دانشجو»
- نگین ریحانی در نقش «زهرا»
- فریبرز طوفان‌پناه در نقش «افسر»
- پرویز پرورش در نقش «تیمسار»
- منصور حیدری در نقش «مهندس راد»
- صفیه آقاجانی در نقش «نرگس»
- رضا فرهادی در نقش «حکیم»
- حشمت آرمیده در نقش «قاسم»
- شکرالله مستانی در نقش «شکری»